# 孙锡培
孙锡培（？—2011年10月14日），男，中国基督教牧师，曾任中国基督教协会副会长，浙江省基督教协会会长，第九、十届全国政协委员。